# 任海泉
任海泉（1950年10月—），男，江苏南通人，中华人民共和国军事人物，硕士研究生学历，教授，曾任中国人民解放军军事科学院副校长，中将军衔。

## 生平
1963年，毕业于南通中学，1968年3月，参加中国人民解放军，历任战士、班长、排长。1969年4月，加入中国共产党，后历任团司令部通信股参谋兼台长、作训股参谋、师司令部作训科参谋、军司令部作训处参谋、沈阳军区司令部军训部参谋、处长、沈阳军区司令员李德生秘书、总参谋部军训部参谋、副局长、局长、陆军步兵师代理师长。
1997年12月，任总参谋部军训部副部长。2000年7月，晋升为少将军衔。2003年12月，任总参谋部军训和兵种部副部长。2004年7月，任国防大学信息作战与指挥训练教研部主任。2006年12月，任国防大学教育长。2009年1月，任国防大学副校长。。2010年7月5日，晋升为中将军衔。2012年，任中国人民解放军军事科学院副院长。